# 大阪府立大正高等学校
大阪府立大正高等学校（おおさかふりつ たいしょう こうとうがっこう）は、かつて大阪府大阪市大正区に存在した公立の高等学校。

## 概要
1978年に全日制普通科高等学校として創立した。2004年度より普通科総合選択制に改編された。
1年次には共通履修科目中心に基礎学力を身につけ、2年次よりエリア指定科目や自由選択科目を選択する。「美術創造」「文理総合」「情報表現」「生活健康」「国際理解」の5つのエリアを用意していた。
2018年度より大阪府立泉尾高等学校と統合する形で新設校・大阪府立大正白稜高等学校が開校した。これに伴い2018年度以降の生徒募集を停止し、最終学年が卒業した2020年3月に閉校となった。
校章は、大阪府章のひし形の中に「大正」という校名を直線的なデザインで力強く表現した物である。「大」の字の矢印は若い人の向上への限りなき前進を意味している。

## 沿革

### 開校の経緯
1970年代当時、高校生の急増期にあたり高校増設など高校教育拡充が求められていたもとで、大阪市内西部の5区の中学校・PTA関係者が連携して、公立高校の新設運動をおこなっていた。このことを受け、大正区への新設高校の設置が決まった。
1977年6月9日に大正区泉尾7丁目の敷地で建設工事が始まり、1978年2月28日に竣工した。
1978年1月1日付で大阪府条例により大阪府立大正高等学校が設置された。設置当初の専任職員は校長・教頭・事務長の3人で、大阪府立泉尾高等学校の一室を借りて設置準備室の業務をおこなった。校舎竣工を経て新校舎での入学試験などの業務をおこない、1978年4月に第1期生を迎えて全日制普通科高等学校として開校した。

### 普通科総合選択制への改編
2000年度より教養・情報・美術の各コースを設置した。コース制を発展させる形で、2004年度入学生より普通科総合選択制に改編されている。
大阪府教育委員会は2002年8月26日に大阪府立高校の「特色づくり・再編整備計画平成14年度実施対象校（案）」を公表し、大正高等学校を普通科総合選択制に改編することを打ち出した。
少人数授業やティーム・ティーチングの実施で基礎学力の充実を図る学習指導をおこなっていたことや、きめ細やかな生徒指導に力を入れていたこと、体験的学習の重視やコース制など特色ある取り組みをおこなっていたことが、改編対象校として選定された理由となった。
大阪府教育委員会の方針を受け、2002年11月27日に「大正新高校整備プロジェクトチーム」が発足し、普通科総合選択制移行の検討を進めた。プロジェクトチームは2003年6月25日に報告書を出し、翌2004年度より普通科総合選択制に移行した。

### 統廃合、閉校
2016年11月18日、大阪府教育委員会は、教育委員会会議において、定員割れが続いていた大正高等学校を府立学校条例に基づき再編対象とし、大阪府立泉尾高等学校と統合することを決定した。そして、2018年から生徒の募集を停止した。2018年4月1日、両校を統合した新高校である大阪府立大正白稜高等学校が泉尾高等学校校地に開校した。
2020年2月29日、第40回卒業式及び閉校式が挙行され、3月31日をもって大正高等学校は42年の歴史に幕を下ろした。総卒業生数は10,503名。
大正高等学校の跡地利用については、2021年時点では未定となっている。

### 年表
- 1977年6月9日 - 校舎建設工事が始まる。
- 1977年10月 - 校長予定者を任命。
- 1978年1月1日 - 大阪府条例により大阪府立大正高等学校を設置。
- 1978年2月28日 - 第一期建設工事竣工。
- 1978年4月1日 - 開校。
- 1993年4月1日 - 制服改定。
- 2004年4月1日 - 普通科総合選択制改編、制服改定。
- 2018年 - 生徒募集停止。
- 2018年4月1日 - 大阪府立泉尾高等学校と統合され、大阪府立大正白稜高等学校が泉尾高等学校校地に開校。
- 2020年2月29日 - 閉校式。
- 2020年3月31日 - 閉校。

## 卒業生
- 桂きん太郎（落語家）
- 池原シーサー久美子（元プロボクサー）

## 交通
- JR西日本大阪環状線、Osaka Metro長堀鶴見緑地線 大正駅より南西へ約2km。
- 大阪シティバス 泉尾四丁目バス停にて下車すぐ。